# Alterssicherung der Landwirte

Logo der SVLFG seit 1. Januar 2013

Die Alterssicherung der Landwirte ist die berufsständische Altersvorsorge der Landwirte in Deutschland. Sie gilt als Teil der gesetzlichen Rentenversicherung Deutschlands. Grundlage ist das Gesetz über die Alterssicherung der Landwirte. Zuständige Behörden waren bis 31. Dezember 2012 die landwirtschaftlichen Alterskassen, seit 1. Januar 2013 nimmt die Sozialversicherung für Landwirtschaft, Forsten und Gartenbau die Aufgaben wahr.

## Geschichte

### Gesetz über eine Altershilfe für Landwirte – 1957 bis 1994
Im Zuge der Rentenreform 1957 wurden auch die Landwirte durch das Gesetz über eine Altershilfe für Landwirte (GAL) in die gesetzliche Rentenversicherung einbezogen, das aber nicht Teil des regulären Rentensystems wurde, sondern ein bei den Landwirtschaftlichen Berufsgenossenschaften etabliertes Sondersystem darstellte. Die Anfänge waren jedoch bescheiden. Die Altersversorgung der Landwirte war bis dahin ausschließlich im Rahmen der Hofübergabeverträge als sogenannte Ausgedinge bzw. Altenteilsleistungen geregelt. Diese waren oft auf Sachleistungen beschränkt, so dass der älteren Generation zu großen Teilen der Zugang zu Bargeld gänzlich fehlte. Mit Leistungen in Höhe von 40 DM für Ledige und 60 DM für Verheiratete war das neue Sicherungssystem auch nur als ein die althergebrachte Versorgungsform ergänzendes Taschengeld gedacht.
In den folgenden Jahren erfuhr die Altershilfe der Landwirte neben einer stetigen Erhöhung der Rentenleistungen auch eine Leistungsausweitung. Mit der Betriebshilfe wurde eine im deutschen Sozialversicherungsrecht bislang einmalige Leistung eingeführt. Hinzu kamen in Anlehnung an das Recht der allgemeinen Rentenversicherung auch Rehabilitationsleistungen und die Erwerbsminderungsrente. In vielen kleinen Schritten wuchs die Altershilfe der Landwirte langsam zu einer Grundsicherung heran.

### Gesetz über die Alterssicherung der Landwirte – 1995 bis 2012
Mit dem Agrarsozialreformgesetz von 1994 wurde die Ehegattenversicherung (sog. „Bäuerinnenrente“) als weitere Besonderheit eingeführt. Danach gilt der Ehegatte eines landwirtschaftlichen Unternehmers unter bestimmten Umständen (nicht dauernd getrennt lebend, nicht erwerbsunfähig unabhängig von der Arbeitsmarktlage) als landwirtschaftlicher Unternehmer und ist gleichermaßen der Versicherungs- und Beitragspflicht unterworfen. Eine Mitarbeit im landwirtschaftlichen Betrieb ist nicht erforderlich und daher sind auch Ehegatten von Nebenerwerbslandwirten grundsätzlich versicherungs- und beitragspflichtig. Dadurch ist die Möglichkeit eröffnet, eine eigenständige Altersvorsorge zu betreiben. Allerdings sieht das Gesetz z. B. bei Erzielung von Erwerbs-/Erwerbsersatzeinkommen (z. B. Renten), für Zeiten der Kindererziehung oder Pflege von Angehörigen auf Antrag eine Befreiung von der Versicherungspflicht vor, wenn die näheren Voraussetzungen des Gesetzes erfüllt werden. Nach seinerzeitiger Rechtslage (Rechtsstand: 11. August 2010) war der Antrag auf Befreiung innerhalb von drei Monaten nach der Heirat mit einem Landwirt zu stellen. Bei verspäteter Antragstellung wurden für die Vergangenheit Beiträge eingefordert, da die Befreiung nur Wirkung für die Zukunft ab Antragstellung hatte. Diese letztlich allseitig als unbefriedigend empfundene Situation wurde jedoch mit Rückwirkung durch das BUK-NOG ausgeräumt und der Zustand vor dem 11. August 2010 wiederhergestellt.

### Gesetz zur Neuordnung der Organisation der landwirtschaftlichen Sozialversicherung – ab 2013
Seit dem 28. September 2011 lag ein Referentenentwurf und seit dem 2. November 2011 der Regierungsentwurf eines Gesetzes zur Neuordnung der Organisation der landwirtschaftlichen Sozialversicherung (LSV-NOG) vor, der die Bildung einer bundesunmittelbaren Körperschaft des öffentlichen Rechts vorsah, in der die einzelnen Träger sowie der Spitzenverband ab 1. Januar 2013 eingegliedert wurden. Umgesetzt wird diese mit der Auflösung der bisherigen Träger und des Spitzenverbandes einhergehende Eingliederung in einem Übergangszeitraum bis zum 31. Dezember 2017. Der neue Sozialversicherungsträger trägt den Namen Sozialversicherung für Landwirtschaft, Forsten und Gartenbau (SVLFG).
Die landwirtschaftlichen Alterskassen verloren damit ihre Eigenständigkeit, das Gesetz über die Alterssicherung der Landwirte wurde dahingehend weiterentwickelt, als dass unter anderem die Abgabevorschriften zur Erlangung des Rentenanspruches entschärft und Datenübermittlungsverfahren mit den Finanz- und Meldebehörden eingeführt wurden, die zum Beispiel die Problematik hinsichtlich der Befreiung von der Versicherungspflicht ausräumten und die Vorlagepflicht von Einkommensteuerbescheiden entbehrlich machten.

## Agrarstrukturelle Zielsetzung
Die Alterssicherung der Landwirte wird erheblich durch staatliche Mittel gefördert. Als Ausgleich hierfür sind mit der Alterssicherung der Landwirte agrarstrukturelle Zielsetzungen verbunden, indem die Landwirte gezwungen wurden, ihren Betrieb aufzugeben.
Das vordringliche Ziel ist die Hofübergabe bzw. Hofabgabe bei Erreichen des Rentenalters; die Übergabe an die Nachfolgegeneration soll dadurch befördert werden. Daher wurde sie als Anspruchsvoraussetzung für die Gewährung einer Altersrente festgelegt. Dies führt neben der Hofübergabe jedoch auch zu einer Hofkonzentration durch Verpachtung frei werdender Nutzflächen an Landwirte, die nicht Hofnachfolger sind, weil z. B. keine Hofnachfolger vorhanden sind. Damit trägt diese Vorschrift zum Strukturwandel in der Landwirtschaft bei: Kleine Betriebe verschwinden, große Betriebe vergrößern sich (→ Höfesterben).
Diese agrarstrukturelle Zielsetzung war auch Grundlage für die – inzwischen nur noch in Bestandsfällen gewährte – Landabgaberente und die Produktionsaufgaberente.
Mit Beschluss vom 23. Mai 2018 (veröffentlicht am 9. August 2018) stellte das Bundesverfassungsgericht allerdings fest, dass diese so genannte Hofabgabeklausel zumindest in Teilen verfassungswidrig ist, wenn sie in unzunmutbarer Weise Einkünfte entzieht, die zur Ergänzung der Teilsicherung notwendig sind. Es sieht hier sowohl einen Verstoß gegen die grundrechtlich geschützte Eigentumsfreiheit (Art. 14 Abs. 1 GG), den Gleichheitssatz des Art. 3 GG sowie dem besonderen Schutz von Ehe und Familie (Art. 6 Abs. 1 GG).